# Hermetia amboyna
Hermetia amboyna är en tvåvingeart som beskrevs av Norman E. Woodley 2001. Hermetia amboyna ingår i släktet Hermetia och familjen vapenflugor.
Artens utbredningsområde är Moluckerna. Inga underarter finns listade i Catalogue of Life.